# Delta Machine
Delta Machine este cel de al treisprezecelea album de studio al formației Depeche Mode. A fost lansat la 22 martie 2013. Este primul album al trupei apărut la casa de discuri Columbia Records. A fost înregistrat în anul 2012 în Santa Barbara, California și New York City. Albumul a fost produs de Ben Hillier și mixat de Flood. A apărut și o ediție deluxe  care a conținut un disc bonus cu patru piese suplimentare, alături de o carte de 28 de pagini care a inclus fotografii realizate de Anton Corbijn.

## Performanțe comerciale
Delta Machine a debutat pe poziția secundă în UK Albums Chart, cu 28.450 de copii vândute în prima săptămână. A fost al 16-lea album al trupei Depeche Mode care a intrat în Top 10 în Marea Britanie. În săptămâna următoare, a coborât pe locul 14 după alte 7.146 de copii vândute. În Statele Unite, albumul a intrat în Billboard 200 pe locul 6, cu 52.000 de copii vândute în prima săptămână, fiind al șaptelea album Depeche Mode pătruns în Top 10 în acest clasament.
În topul din Germania dedicat albumelor, Delta Machine a intrat direct pe prima poziție, cu vânzări în prima săptămână de 142.000 de unități. În Franța, Delta Machine a debutat pe poziția secundă, cu 52.000 de unități vândute. Tot poziția secundă a fost atinsă în prima săptămână și în Topul Canadian al Albumelor, cu vânzări de 8.200 de copii.

## Melodii
Toate melodiile sunt scrise și compuse de Martin L. Gore, mai puțin cele notate. 
| Nr.             | Titlu                  | Autor(i)                | Lungime |  |
| 1.              | „Welcome to My World”  |                         | 4:56    |  |
| 2.              | „Angel”                |                         | 3:57    |  |
| 3.              | „Heaven”               |                         | 4:03    |  |
| 4.              | „Secret to the End”    | Dave Gahan, Kurt Uenala | 5:12    |  |
| 5.              | „My Little Universe”   |                         | 4:24    |  |
| 6.              | „Slow”                 |                         | 3:45    |  |
| 7.              | „Broken”               | Gahan, Uenala           | 3:58    |  |
| 8.              | „The Child Inside”     |                         | 4:16    |  |
| 9.              | „Soft Touch/Raw Nerve” |                         | 3:26    |  |
| 10.             | „Should Be Higher”     | Gahan, Uenala           | 5:04    |  |
| 11.             | „Alone”                |                         | 4:29    |  |
| 12.             | „Soothe My Soul”       |                         | 5:22    |  |
| 13.             | „Goodbye”              |                         | 5:03    |  |
| Lungime totală: | Lungime totală:        | Lungime totală:         | 57:55   |  |

| Deluxe edition bonus disc |                        |                 |         |  |
| Nr.                       | Titlu                  | Autor(i)        | Lungime |  |
| 1.                        | „Long Time Lie”        | Gore, Gahan     | 4:25    |  |
| 2.                        | „Happens All the Time” | Gahan, Uenala   | 4:20    |  |
| 3.                        | „Always”               |                 | 5:07    |  |
| 4.                        | „All That's Mine”      | Gahan, Uenala   | 3:23    |  |
| Lungime totală:           | Lungime totală:        | Lungime totală: | 17:15   |  |